# Химзавод (Кировская область)
Химзавод — упразднённый посёлок в Котельничском районе Кировской области России. Входил в состав Покровского сельского округ. Исключён из учётных данных в 1998 г.

## Топоним
Был известен также как Смолокурка, Химзавод Смолокурка.

## География
Был расположен в западной части области, в подзоне южной тайги, на левом берегу реки Боковая, примерно в 6,5 км (по прямой) к северо-западу от посёлка Пармаж.

## Климат
Климат характеризуется как континентальный, с продолжительной холодной многоснежной зимой и умеренно тёплым летом. Среднегодовая температура — 1,8 °C. Средняя температура воздуха самого холодного месяца (января) составляет −13,9 °C (абсолютный минимум — −46 °С); самого тёплого месяца (июля) — 17,9 °C (абсолютный максимум — 35 °С). Безморозный период длится в течение 114—122 дней. Годовое количество атмосферных осадков — 515 мм, из которых 365 мм выпадает в тёплый период года. Устойчивый снежный покров образуется в середине ноября и держится 160—170 дней.

## История
Исключён из учётных данных постановлением Кировской областной Думы № 60-30 от 15.09.1998.

## Население
По данным переписи 1989 г. в посёлке значилось: наличного населения — 0 человек, постоянного населения — 2 женщины.